# Келъян
Келъян (тиб. སྐལ་བཟང་དབྱངས་ཅན་, рус.: Кальцзан Янчен (имя означает «прекрасное время для феи музыки»), кит. упр. 格央, пиньинь Gèyāng, палл. Гэян, род.1972) — современная китайская писательница, этническая тибетка, пишущая на китайском языке.  Член Союза китайских писателей, лауреат ряда литературных премий КНР, в том числе за произведения малочисленных народов, изучающие нового человека.
В настоящее время проживает в Лхасе, работает заместителем начальника метеостанции, инженер.

## Биография
Родилась в 1972 году в уезде Джагъяб округа Чамдо Тибетского автономного района КНР. В 16 лет поступила в Нанкинский метеорологический институт, в 1989 году его окончила. В 1996—1997 годах училась в Литературном институте им. Лу Синя в Пекине.

## Творчество
Литературным творчеством начала заниматься в 1996 году. С 2005 года является членом Союза китайских писателей.
Литературные произведения  Келъян: «Рассказы маленького городка» (удостоен «Премии за литературу нового века»), «Душа проходит сквозь тоннель», «По божьей воле», «Могильщики-рагъяпа», «Дочь кузнеца», «Женщины-лхаба», сборник «Женщин Тибета» (2004 г.) и др. 
Сборник рассказов  «Женщины Тибета» (2004 г.) переведён на русский язык (2020 г.).

## Премии и награды
В 1997 году получила первую премию за публикацию произведений о Тибете — «Премию за литературу нового века».
В 1998 году получила Всекитайскую премию за литературные произведения малочисленных народов, изучающие нового человека.
В 2002 году удостоилась Второй всекитайской премии «Литературная весна».
Некоторые из произведений Келъян вошли в сборник прозы из серии «Внимательно слушаем Тибет», в специальные выпуски прозы, новелл и рассказов, повестей из серии «Тибетские камни-мани».

## Современники о писательнице Келъян
В предисловии к книге «Женщины Тибета» тибетский писатель Джамъянг Шераб написал:

«Откуда берёт истоки литературный талант Келъян? Она умна и одарена от природы. Родилась в восточной части Тибета, в маленьком городке под названием Чая. Свои родные места Келъян описывает в рассказе „Дочь кузнеца“: „В центре городка стоит трёхэтажный буддийский храм жёлтого цвета, увешанный флажками конь-ветер. Вокруг храма выложена дорога из отполированных до блеска камней. Не обременённые заботами старики, жители городка, большую часть времени проводят, бредя по этой дороге вокруг храма, вращая молитвенные мельницы и читая мантры; выражение их лиц набожное и сосредоточенное, в глазах радость и надежда“. Неужели те молитвенные флажки, храм, старики с ритуальными предметами в руках, а также старики, читающие мантры, старики с восторгом и радостью в душе, стали источником литературных способностей и вдохновения Келъян?

Она вошла в литературу вместе со своими рассказами: „Рассказами маленького городка“ и „Рассказом монахини о себе“ — это её „проба пера“. После их публикации в „Литературе Тибета“ возникла некоторая зыбь на ровной поверхности озера, каким представлялся до этого литературный мир. Ма Лихуа в своей книге „Культура и литература Тибета“ написала: „Искренность и простота, несмотря на некоторую лёгкость — это прекрасно. Келъян посредством этой манеры рисует чистую, спокойную, понятную и красивую картину, изнутри которой доносится тяжёлый вздох. Это волнует людей. Её манера изложения красива, выдержанна, нельзя сказать, что лишена пикантности повествования, сочетается с изображаемыми ею картинами, заставляет их как будто оживать перед глазами“».

## «Женщины Тибета»
«Женщины Тибета» — это сборник рассказов, написанных в жанре нон-фикшн. В центре внимания каждой рассказанной истории — образ женщины и её чувства. Героини Келъян — это не только её современницы, живущие в Лхасе и на пастбищах, но и буддийские богини (Палден Лхамо, Долма), исторические персонажи (Тимало) и буддийские религиозные деятели (основательница женского чод Мачиг Лабдрон, женщины-тулку); это и монахини, а также женщины, обладающие необычными способностями (женщины-лхаба и сказительница, исполняющая «Гесериаду»).